# Pandora (Waterhouse)
Pandora es una pintura al óleo creada en 1896 por John William Waterhouse.
El cuadro se titula Pandora en honor a la que fue la primera mujer según la mitología griega. creada por orden de Zeus para introducir todos los males en la vida de los hombres, después de que Prometeo, en contra de la voluntad divina, les otorgara el don del fuego.
El momento recreado es aquel en el que Pandora se apresta a abrir el cofre que encerraba los males del género humano (la vejez, la enfermedad, la pasión, la pobreza y otros).
Su curiosidad causó que todos, a excepción de la esperanza, se escaparan y diseminaran por el mundo.
El tema, muy representado desde la Antigüedad, fue ilustrado por el pintor prerrafaelita Dante Gabriel Rossetti en su obra Pandora.